# Хюґе

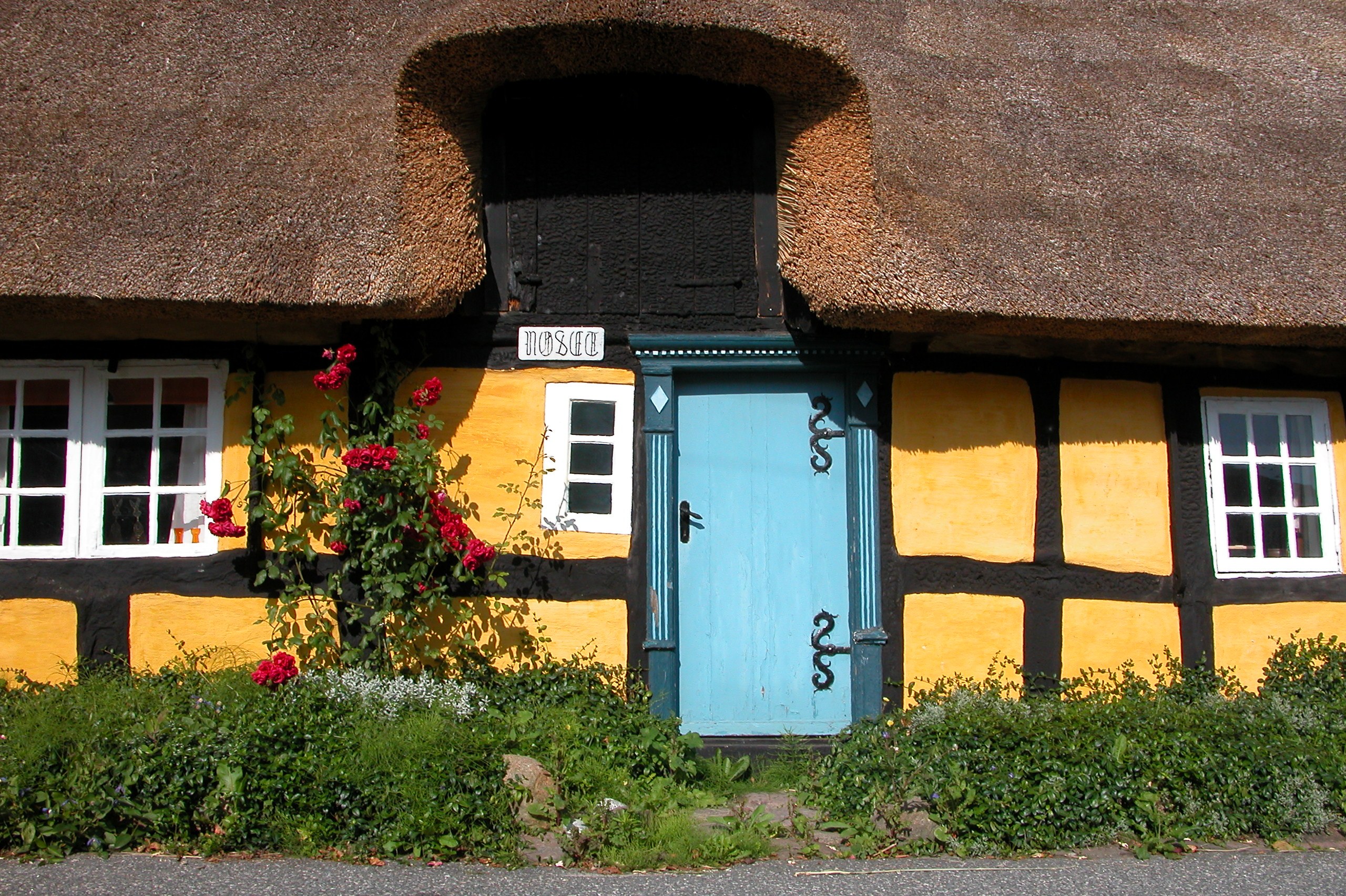
Хюґе асоціюється із затишком

Хю́ґе, коректно — гю́ґе (hygge) — це данське слово, яке означає настрій затишку та комфортного спілкування з почуттям добробуту і задоволення. В наш час хюґе стала визначальною характеристикою данської культури.

## Етимологія
Слово «хюґе» походить від данського слова hygge, що означає «добробут». Припускають, що воно може бути спорідненим з англійським словом hug («обіймати»), яке походить з 1560-х років від слова hugge зі значенням «охоплювати». Походження слова hugge невідоме, але його пов'язують з давньоскандинавським hygga, що означає «утішати», яке походить від слова hugr, що означає «настрій». Своєю чергою, це слово походить від германського hugyan, яке пов'язане зі староанглійським hycgan, що означає «думати, вважати».
Слово вперше з'явилося в данській письмовій мові в 19 столітті й відтоді розвинулося до культурної ідеї, відомої сьогодні в Данії та Норвегії. У той час, як hygge має точно таке ж значення норвезькою мовою, як і данською, і широко використовується в Норвегії (зокрема з його похідними формами, таких як hyggelig), акцент конкретно на «хюґе» як важливій частині своєї культурної самобутності — це переважно недавнє данське явище; у Норвегії «hygge» — це просто слово, аналогічне за статусом до «затишний» чи cozy в англомовних країнах.

## Використання
І данською, і норвезькою мовою, hygge означає «форма повсякденної цілісності», «приємний і високо цінований повсякденний досвід безпеки, рівності, особистої цілісності та спонтанного соціального потоку».
Іменник hygge означає щось хороше, затишне, безпечне і відоме, стосовно психологічного стану.
Collins English Dictionary визначає слово як «концепцію, що бере початок в Данії й полягає в створенні затишної та дружної атмосфери, яка сприяє добробуту».

## У популярній культурі
Collins English Dictionary поставив hygge на друге місце (після «Brexit») серед слів року у Великій Британії у 2016 році. 
У Великій Британії вийшли в продаж кілька книг, присвячених «хюґе», такі як «Маленька книга хюґе» (автор Майк Вікінг), «Хюґе. Данське мистецтво знаходити щастя» Мері Турелл Седерберґ, і «Книга хюґе. Данське мистецтво жити добре» Луїзи Томсен Брітс. Вікінг у своїй книзі пише: «Хюґе — це щось радше про атмосферу та досвід, аніж про речі. Це і про перебування з людьми, яких ми любимо, і про відчуття дому, і про те, коли почуваєшся в безпеці, захищеним від цілого світу, ніби в мушлі, тож можеш послабити всі свої захисні механізми. Хюґе може стати нескінченна бесіда про малозначні (або й видатні) речі, чи навпаки — насолода від чиєїсь мовчазної присутності, а чи просто можливість побути самим із собою за чашкою чаю».
Термін широко використовується в маркетингових стратегіях компаній з продажу товарів для дому для створення «хюґної атмосфери».
В дизайні інтер’єрів існує окремий стиль Хюґґе (hygge). 

## Схожі слова
- Нідерландське слово gezelligheid має аналогічну до хюґе концепцію, що стосується комфорту і затишку, але часто більш соціально орієнтованих.
- Німецьке слово Gemütlichkeit означає стан теплоти, доброзичливості й приналежності.
- Норвезький прикметник koselig використовується, щоб описати відчуття тепла, близькості і єднання разом в приємному середовищі.
- Шведський прикметник mysig (й однокореневий іменник mys) описує приємну і теплу атмосферу єднання в приємній обставі.